# Dicyphoma schaefferi
Dicyphoma schaefferi is een vliegensoort uit de familie van de Stratiomyidae. De wetenschappelijke naam van de soort is voor het eerst geldig gepubliceerd in 1904 door Coquillett.